# Un réveillon sur mesure
Pour plus de détails, voir Fiche technique et Distribution.
Un réveillon sur mesure (Rent-An-Elf) est un téléfilm de Noël américain de 2018, réalisé par Nick Lyon.

## Synopsis
Ava, personnalité de type A, possède « Rent-an-Elf », une entreprise dans laquelle elle organise un Noël mémorable pour les familles occupées. Cette année, elle est embauchée par le nouveau célibataire Liam et tombe amoureuse de lui et de son adorable fils, Nathan. Mais, juste au moment où Ava pense avoir trouvé son partenaire, l’ex-femme de Liam revient, voulant arranger les choses. Même si Ava décide de faire passer le bonheur de Liam et Nathan avant le sien, elle est toujours déterminée à leur offrir le meilleur Noël de tous les temps.

## Distribution
- Kim Shaw : Ava
- Sean Patrick Thomas : Liam
- Luke Jones : Jimmy[2]
- Rachel Grate : Sahara
- Teresa Ganzel : Olive
- Yohance Biagas Bey : Nathan
- Zakai Biagas Bey : Nathan
- Amber Nicole Parle : Caroler
- Kathryn Suzanne Kelly : Caroler[3]
- Nicholle Tom : Jojo
- Debbi Morgan : Catherine
- Rod Sweitzer : Brooks
- Armand LeSage : Charlie
- Patrick Labyorteaux : Dale
- Jonathan Joon Kim : Constructeur
- Christopher Filanc : Client
- Dalaney Doyle : Femme du client
- Hayley J Williams : Tyra
- Miranda Elizabeth Wonacott : Serveur
- Mario Rocha : Elfe Ninja[4]